# Gebhard XXVIII. von Alvensleben
Gebhard XXVIII. von Alvensleben (* 5. Januar 1734 in Eichenbarleben im Herzogtum Magdeburg; † 12. März 1801 ebenda) war ein deutscher Politiker und Gutsbesitzer.

## Leben

### Familie und Besitz
Gebhard XXVIII. von Alvensleben entstammte der niederdeutschen Adelsfamilie von Alvensleben und war der Sohn von Gebhard Johann IV. von Alvensleben (* 10. Februar 1703; † 2. Januar 1763 in Magdeburg), Erbherr auf Eichenbarleben, Rogätz und Vienau sowie Domherr in Magdeburg und dessen Ehefrau Sophia Wilhelmina (* 2. Januar 1710; † 18. Februar 1742), Tochter des kaiserlichen Feldmarschallleutnants Busso von Hagen (1665–1734). Seine Geschwister waren:
- Helene Sophie Wilhelmine von Alvensleben (* 7. Dezember 1745 in Magdeburg; † 28. April 1784 in Neuhaldensleben)[2], verheiratet mit Gebhard August II. von Alvensleben (1719–1779), ihr gemeinsamer Sohn war Carl Wilhelm Ludwig Rudolph von Alvensleben, Domherr in Halberstadt;
- Johann Friedrich IX. von Alvensleben (* 22. März 1736 in Magdeburg; † 25. Februar 1819 in Redekin), königlich preußischer Kammerherr, Herr zu Vienau, Redekin und Petershagen im Kreis Lebus, verheiratet in erster Ehe mit Adelheid Friederike von Keyserlingk (1744–1818); in zweiter Ehe war er mit der Schauspielerin Friederike Caroline von Klinglin (1749–1799) verheiratet.

Er heiratete am 27. März 1764 in Bebertal Johanna Carolina Christiana (* 30. Juni 1746; † 26. Juni 1787 in Eichenbarleben), eine Tochter des Majors Johann Friedrich IV. von Alvensleben (1698–1752) aus dem Hause Calbe-Roda; ihre acht Kinder waren:
- Ferdinande Henriette Eleonore Wilhelmine (* 24. März 1765 in Magdeburg; † 20. September 1838 in Breslau), Stiftsdame zu Lippstadt, verheiratet mit August von Bennigsen (1765–1815), Oberstleutnant;
- Caroline Ernestine Friederike von Alvensleben (* 18. Juni 1766 in Eichenbarleben; † 9. März 1856 in Potsdam), verheiratet mit dem Großgrundbesitzer Philipp Ernst Alexander von der Schulenburg (1762–1820);
- Friederike Charlotte Louise (* 26. September 1768 in Eichenbarleben; † 25. September 1801 ebenda), Stiftsdame zu Schildesche;
- Auguste Juliane Filipine (* 7. April 1771 in Magdeburg; † 7. Januar 1773 ebenda);
- Gebhard Johann (1773–1856), seit Mai 1796 Kreisdeputierter im Holzkreis, später Erbherr auf Eichenbarleben;
- Helene Juliane Albertine von Alvensleben (* 7. Juni 1775; † 23. März 1826), verheiratet mit Ferdinand Albert von Diezielsky (* 3. August 1805 in Halberstadt; † 9. Dezember 1892 in Potsdam), Generalmajor;
- Wilhelmine Karoline Amalie Friederike von Alvensleben (* 9. Juni 1777 in Eichenbarleben; † 3. März 1852 in Dresden), verheiratet mit Ludwig Ernst Joachim Lebrecht von Alvensleben (1776–1805); ihr Sohn war der spätere Gutsbesitzer Ludwig von Alvensleben (1805–1869);
- Johann Friedrich Karl II. von Alvensleben (* 7. September 1778 in Eichenbarleben; † 12. Februar 1831 in Schochwitz), Generalleutnant; verheiratet mit Karoline von Hirschfeld (1783–1849)[4], Tochter von Karl Friedrich von Hirschfeld (1747–1818), General der Infanterie; ihr gemeinsamer Sohn war der spätere Generalleutnant Hermann Karl Rudolf Gebhard von Alvensleben (1809–1887).

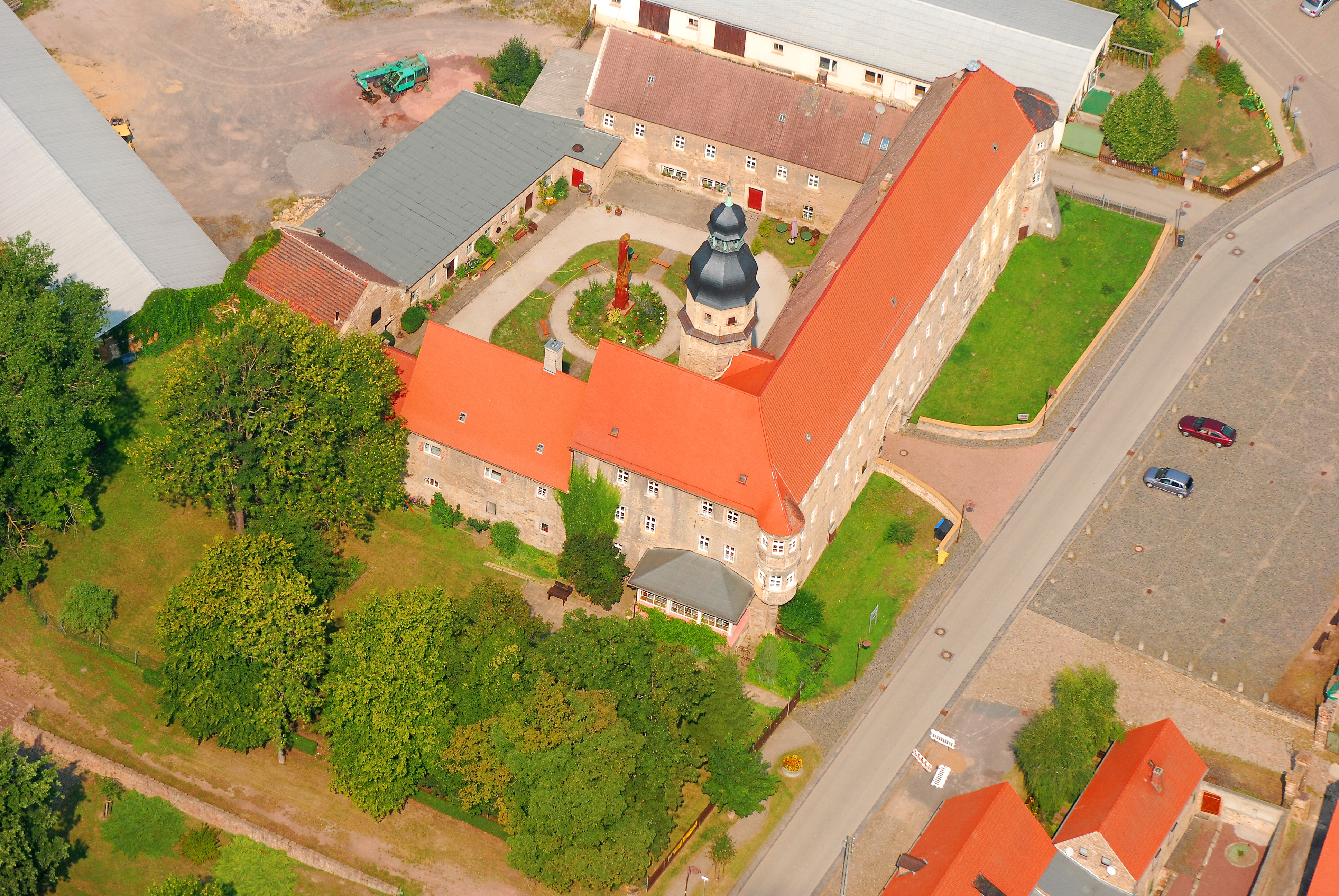
Schloss Schochwitz

1783 erwarb er das Schloss Schochwitz im Saalkreis.

### Werdegang
Gebhard XXVIII. von Alvensleben erhielt Unterricht durch Hauslehrer und immatrikulierte sich, gemeinsam mit seinem Bruder, am 8. Mai 1752 zu einem vierjährigen Studium an der Universität Halle.
Er trat als Cornet 1757 in das preußische Kürassier-Regiment „von Driesen“ ein, wurde während des Siebenjährigen Kriegs in der Schlacht bei Roßbach verletzt und musste daher bereits 1759 seinen Dienst wieder beenden.
Nach dem Tod seines Vaters wurden die vererbten Lehngüter zwischen ihm und seinem Bruder aufgeteilt. Durch Losentscheid fiel ihm das im zweiten Distrikt des Holzkreises gelegene, zwei Meilen von Magdeburg entfernte Gut Eichenbarleben zu.
Mitte 1770 wurde er von den Kreisständen nach dem Tod des Landrats Alexander von der Schulenburg (1706–1770) zu dessen Nachfolger gewählt. Im Beisein des Ministers Friedrich Wilhelm von Derschau bestand er am 13. Oktober 1770 das Rigorosum und wurde darauf am 22. Oktober 1770 zum Landrat im zweiten Distrikt des Holzkreises bestellt. Gleichzeitig erhielt er Sitz und Stimme in der Kriegs- und Domänenkammer in Magdeburg; seit 1791 war er nach der Wahl durch die Stände Mitglied des weiteren Ausschusses.
Er bat im August 1791 um seinen Abschied, nachdem ein Streit mit der Kriegs- und Domänenkammer wegen seiner Dienstführung vorausgegangen war. Am 31. August 1791 erhielt er seine Dimission, sein Nachfolger wurde Friedrich Johann Ernst von Dyhrn (* 1763).